# Ushi-oni

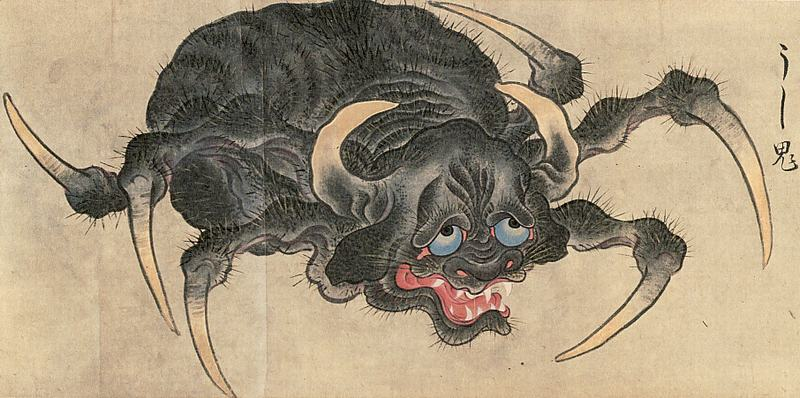
Illustrazione di un Ushi-oni di Sawaki Suushi nel Hyakkai Zukan, 1737.

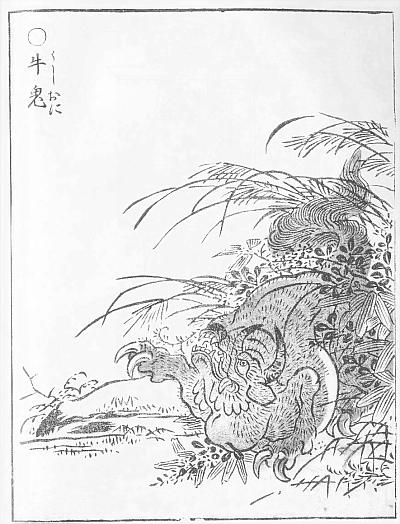
Ushi-oni illustrato da Sekien Toriyama nel suo libro Gazu Hyakki Yagyō

Lo ushi-oni (牛鬼? bue orco), detto anche gyūki, è una creatura della mitologia giapponese e identificata come uno yōkai. La sua forma e le sue caratteristiche si differenziano secondo le tradizioni, ma in generale è una creatura descritta con corna e muso da bovino e corpo di ragno. Si dice che appaia principalmente sulla costa e attacchi le persone che camminano sulla riva.

## Descrizione
L'ushi-oni appare in particolare nei rotoli e nei dipinti più antichi come un enorme ragno con la testa di toro con corna affilate e ricurve verso l'alto, zanne maligne e una lingua sottile. Sputano veleno e amano uccidere e mangiare gli umani. Il loro corpo è più comunemente raffigurato come simile a un ragno con sei zampe e lunghi artigli singolari all'estremità di ogni appendice. In altre descrizioni, sono rappresentati come una tigre con la testa di toro o addirittura completamente a forma di toro. Più raramente appare con la testa di un bue e il torso di un oni. Alcune leggende affermano che appaiano davanti ai cancelli dei templi sulle montagne indossando abiti umani o volando con ali di insetto. Altri ushi-oni hanno un aspetto inverso, con la testa di un oni e il corpo di un bue.
Secondo il folklore preferisce stare vicino alla costa o in regioni montuose inaccessibili. Spesso compaiono nelle pozze dei corsi d'acqua e, nella regione del Kinki e nello Shikoku, tra gli altri, ci sono molti nomi di località come "ushi-oni fuchi" (pozza del corso d'acqua di ushi-oni) o "ushi-oni taki" (cascata di ushi-oni).
In generale, è molto feroce, gli piace uccidere le persone e poi mangiarle, può anche divorare le ombre degli uomini che muoiono. A volte agisce con la complicità di una Nure-onna o di una Iso-onna.

## Contesto
La rappresentazione più antica di un ushi-oni può essere trovata nell'emakimono Bakemono no e (化物之絵巻?, Collezione di esseri soprannaturali) di un autore sconosciuto del 1706. Una rappresentazione quasi identica può essere trovata nel libro illustrato Hyakkai zukan (百怪図巻?, Rotolo di immagini di cento mostri) dell'illustratore e autore Sawaki Sūshi del 1737. In entrambi i rotoli di immagini, l'ushi-oni è raffigurato come un ragno con la testa di bue. L'emakimono Gazu hyakki yagyō (画図百鬼夜行?, Processione notturna di 100 spiriti in immagini) di Toriyama Sekien del 1776 lo mostra sulla riva di un lago. Tuttavia, tutti gli autori non hanno aggiunto didascalie esplicative alle loro immagini, forse a indicare che la creatura era molto nota ai loro tempi.

## Leggende
Prefettura di Mie
Nella prefettura di Mie, si credeva che l'ushi-oni fosse una terribile maledizione. Si racconta che un tempo un ushi-oni vivesse nelle grotte di Gokasho-ura, vicino alla città di Minamiise. Il signore del castello di Gokasho, Aisu Shigeaki, lo uccise con il suo arco, ma la seishitsu (moglie del signore) contrasse una malattia incurabile a causa della maledizione dello yōkai. Per questo motivo, Shigeaki abbandonò la moglie e si innamorò di una giovane shirabyōshi (danzatrice) proveniente dalla capitale. I rapporti tra il clan Aisu e i parenti della moglie abbandonata, del clan Kitabatake, si deteriorarono, il clan del suocero finì per attaccare e distruggere il suo castello. In seguito, per placare l'animo dell'ushi-oni, fu costruita una statua che può essere ammirata ancora oggi..
Prefettura di Wakayama
Il fondo del bacino del fiume Ushi-oni nel distretto di Nishimuro si collega al mare e, quando l'acqua diventava sporca, la gente diceva "L'Ushi-oni è qui". Il solo incontro con questo Ushi-oni poteva causare la contrazione di una malattia. Tuttavia, la vita può essere salvata recitando una serie di inversioni come "le rocce galleggiano, le foglie affondano, i buoi nitriscono, i cavalli muggiscono". Gli ushi-oni di questa zona hanno anche un corpo simile a quello di un gatto e una coda lunga 1 shaku (circa 3,3 metri), e i loro corpi sono morbidi come una palla, quindi non emettono alcun suono quando camminano.
Si dice che ci sia un ushi-oni nel bacino della cascata del fiume Wado. Le persone a cui viene leccata l'ombra da uno di loro potrebbero avere la febbre alta e morire in pochi giorni. Per evitare ciò, ogni Capodanno, le persone offrono sakè, il cibo preferito dell'ushi-oni, alla sua dimora.
I racconti sugli yōkai del fiume Mio contengono una storia molto diversa dalle altre leggende sugli ushi-oni. Questa storia presenta un ushi-oni capace di assumere forma umana che decide di aiutare un essere umano. Un giovane condivide il suo bentō con una donna affamata, che non è altro che l'ushi-oni mutaforma del fiume. Due mesi dopo il giovane viene travolto da un'alluvione e l'ushi-oni lo salva. Ma un ushi-oni che salva un essere umano deve morire al suo posto, quindi dopo aver salvato il giovane l'ushi-oni un sangue rosso intenso sgorgò dal suo corpo mentre si scioglieva e scompariva.
Prefettura di Okayama
Secondo una storia tramandata nella città di Ushimado (l'attuale città di Setouchi), mentre l'imperatrice Jingū era in viaggio per conquistare i Tre regni di Corea, fu attaccata da un gigantesco mostro a otto teste simile a un bue chiamato Jinrinki. Lo uccise con una freccia e la testa, il torso e la coda della creatura si separarono e divennero le isole di Ushimado: Kishima (isola gialla), Maejima (isola anteriore) e Aojima (isola blu). Al ritorno dell'imperatrice da Silla, Jinrinki, incapace di raggiungere il nirvana, si trasformò in un ushi-oni e l'attaccò di nuovo, ma Sumiyoshi Sanjin lo afferrò per le corna e lo gettò via. Il corpo dell'ushi-oni si separò in diversi pezzi che divennero le isole di Kuroshima (isola nera), Naka no Kojima (isolotto centrale) e Hashi no Kojima (isolotto laterale). Si dice che il nome Ushimado abbia avuto origine da una forma accentata di chiamare questo luogo della leggenda "Ushimarobi" (il luogo dove cadde il bue). Inoltre, il libro shintoista del periodo Kamakura "Hachiman Gudōkun", che introduce il potere divino del dio Hachiman, registra anche che un demone di nome Jinrin combatté contro l'imperatore Chūai, e si dice che questa sia l'origine della leggenda sopra menzionata.
Regione di San'in
Sulla costa dalla regione di San'in al nord del Kyūshū, si dice che l'ushi-oni esca dal mare accompagnato dalla nure-onna e dall'iso-onna. Diverse leggende raccontano di una donna che ferma un passante per chiedergli di tenere in braccio il suo bambino. Ma quando il passante prende il bambino tra le braccia, questo diventa pesante come una grossa pietra, impedendo alla persona di muoversi. L'ushi-oni ne approfitta quindi per cercare di uccidere e divorare la sfortunata persona. Si dice che l' ushi-oni stesso sia in grado di trasformarsi in una donna per avvicinarsi alle persone, ma il suo riflesso non cambia, rivelando così la sua vera natura.
Nella provincia di Iwami (oggi prefettura di Shimane), una donna misteriosa che teneva in braccio un bambino apparve a un pescatore e gli chiese di tenerlo per un po'. Non appena ebbe preso il bambino, la donna scomparve e un ushi-oni apparve dal mare, mentre il bambino divenne così pesante che non riuscì a scappare. Fu salvato dalla spada della sua famiglia, tramandata di generazione in generazione, che volò fuori e uccise il mostro, permettendo al pescatore di sfuggire alla morte in extremis.
Si dice che alcuni luoghi prendano il nome dall'ushi-oni, come l'isola di Ushijima a Hikari, nella prefettura di Yamaguchi, così chiamata perché si dice che un ushi-oni sia apparso lì.
Prefettura di Kōchi
Nell'anno della grande siccità del 1776 (Meiwa 3), si dice che un uomo di nome Jirōkichi del villaggio di Okauchi (l'attuale città di Kami) abbia avvistato un ushi-oni nel fiume Mine.
In un altro racconto di questa prefettura, in un certo villaggio, un bue fu ucciso e mangiato da un ushi-oni e anche gli abitanti del villaggio che cercarono di ucciderlo furono uccisi e mangiati. Un samurai di nome Chikamori Sakon, che sentì la storia, lo uccise con una singola freccia scoccata. Gli abitanti del villaggio erano così felici che finsero di tendere i loro archi mentre raccontavano la storia di come Sakon aveva ucciso l'ushi-oni, e si dice che questa sia l'origine del Festival Momotematsuri, che viene tramandato nella prefettura.
In una storia raccontata a Azahodo, nella città di Monobe (ora Kami), si racconta che un'anziana signora che viveva nei dintorni salvò un ushi-oni che era caduto in una buca a forma di ciotola profonda circa due o tre ken e piangeva perché non riusciva a uscire, da allora, l'ushi-oni non maledisse mai più queste terre.
A Tosayama, c'è un affluente del fiume Kagami chiamato fiume Shigekura dove c'è una pozza d'acqua chiamata "pozza ushi-oni". Un tempo, quando era conosciuta come pozza koke (muschio), un ushi-oni viveva lì. Un giorno, mentre un cacciatore del villaggio di Hase era a caccia di notte, incontrò un ushi-oni alto due metri (7 shaku), con il corpo di un bue e la testa di un oni, così il cacciatore lo uccise. L'ushi-oni cadde nella pozza d'acqua e perse sangue per 7 giorni e 7 notti, e in seguito, le sue ossa, lunghe circa 7 shaku galleggiarono in superficie. Fu costruito e consacrato un piccolo santuario, quindi il santuario fu chiamato "Kawauchi-sama" e la pozza venne chiamata "pozza ushi-oni".
Prefettura di Ehime
La leggenda dell'ushi-oni di Uwajima, sull'isola di Shikoku, nella prefettura di Ehime, è una delle più note tra tutte le leggende sugli ushi-oni. In passato, un ushi-oni attaccò persone e bestiame, così gli abitanti del villaggio, alla fine, chiesero aiuto a uno yamabushi di Kawabe, distretto di Kita per ucciderlo. Affrontando l''ushi-oni nel villaggio, lo yamabushi suonò una conchiglia e cantò un mantra, dopodiché l'ushi-oni indietreggiò. Lo yamabushi gli conficcò una spada tra le sopracciglia e procedette a tagliarne il corpo a pezzi. Il sangue dell'ushi-oni scorse per 7 giorni e 7 notti, diventando una pozza d'acqua. Ci sono diversi luoghi chiamati "stagni ushi-oni" in tutto il Giappone, che si dice siano il luogo in cui la leggenda abbia avuto luogo, tra cui uno a Tosayama, prefettura di Kōchi, uno a Shirakiyama, prefettura di Tokushima, e uno a Negoro-ji, prefettura di Kagawa.
Oggi, nel luogo approssimativo della scena, sorge il santuario Warei-jinja, dove ogni anno il 24 luglio si tiene una festa speciale per commemorare la vittoria sugli ushi-oni, l' Uwajima Ushi-oni Matsuri.
Secondo un'altra versione, l'ushi-oni della prefettura di Ehime aveva il volto di un drago e il corpo di una balena. L'aspetto degli ushi-oni varia così tanto che lo studioso di yōkai Bintarō Yamaguchi ritiene che il termine "ushi-oni" si applichi effettivamente a qualsiasi grande mostro marino.

## Letteratura classica
L'ushi-oni è presente nel folclore del Giappone occidentale, ma nnella letteratura classica ci sono molti resoconti di un mostro simile all'ushi-oni che appare nella zona di Asakusa a Tokyo.

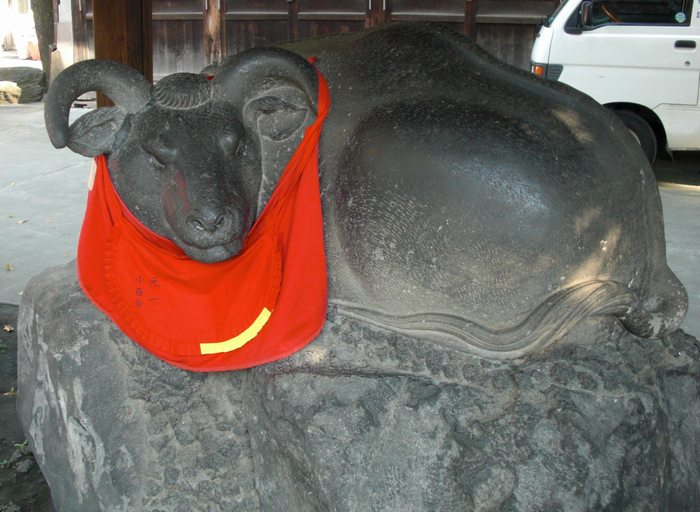
Nadeushi al santuario di Ushijima a Sumida, Tokyo.

In scritti come l'"Azuma Kagami" del periodo Kamakura, c'è la seguente leggenda. Nel 1251, uno yōkai simile a un bue apparve al Sensō-ji, i 24 monaci nella sala da pranzo si ammalarono a causa della sua aura malvagia, sette dei quali morirono. Anche lo "Shinpen Musashi Fudoki Kō" cita l'Azuma Kagami e afferma che uno yōkai simile a un ushi-oni apparve al fiume Sumida, saltò nel santuario di Ushijima sulla riva opposta di Asakusa, e lasciò dietro di sé un globo chiamato "ushi-tama", o "globo del bue". Questo "ushi-tama" divenne un tesoro del santuario e l'ushi-oni fu consacrato come una divinità. In questo santuario, invece di una coppia di komainu (cani da guardia), è invece decorato con una coppia di komaushi (buoi da guardia). C'è anche una statua di nadeushi (撫牛?, lett. "bue da accarezzare"), si pensa che accarezzando la zona corrispondente del corpo malata, la malattia possa essere curata.
L'ushi-oni è menzionato in Note del guanciale di Sei Shōnagon, un classico della letteratura giapponese del decimo secolo, con il nome di "Oroshiki Mono" (おそろしきもの?, lett. "Cosa spaventosa") nella sezione 148, e il loro scontro con Minamoto no Yorimitsu è menzionato nel Taiheiki, scritto nel XIV secolo.

## Nella cultura popolare
- Il franchise Super sentai ha il suo adattamento dell'ushi-oni:
  - In Ninja Sentai Kakuranger, l'ushi-oni appare come un mostro, un bue vestito da cowboy. Non è stato utilizzato in Mighty Morphin Power Rangers, ma ha fatto un cameo in Power Rangers Lost Galaxy.
  - In Samurai Sentai Shinkenger, il mostro Gozunagumo è raffigurato come un mostro ragno con una testa di bue sul torso, ispirato all'ushi-oni . È stato adattato in Power Rangers Samurai come Arachnitor.
- Caratteristiche di ushi-oni compaiono in One Piece :
- Gyūki: Yuzume è il nome di un attacco che Zoro usa per sconfiggere T-Bone.
- Uno dei Cinque Astri di Saggezza, San Jaygarcia Saturn, possiede un Frutto del diavolo Zoo Zoo mitologici senza nome che lo trasforma in un gyūki, mentre la sua forma Risvegliata gli conferisce corna simili a quelle di un bue e gambe simili a quelle di un ragno.
- Sia nel manga che nell'anime Nurarihyon no Mago, la bestia nota come Gyūki è un ushi-oni con la testa di un bue e il torso di una creatura simile a un ragno con grandi artigli che, con i suoi poteri demoniaci, svia i viaggiatori smarriti e li preda.
- In Naruto, Gyūki è il cercoterio di Killer B. È un incrocio tra un bue e un polpo, con i tentacoli che formano la coda. Può trasformarsi nella bestia a piacimento.
- In Kamen Rider Decade, il desiderio di Hibiki di distruggere tutti i Makamou ha fatto sì che il suo potere oni lo consumasse e lo trasformasse nel bue Makamou Gyūki. Quando Asumu diventa il nuovo Kamen Rider Hibiki, pone fine alla sofferenza dell'originale Hibiki distruggendolo con la sua forma Mouka Dotou.
- In Gegege no Kitaro, un ushi-oni ruba l'anima di Kitaro (GeGeGe no Kitaro) e lo costringe a eseguire i suoi ordini.
- In Tōhō Project, Urumi Ushizaki è un ushi-oni.
- In Fate/Grand Order, Minamoto Raikou è un ushi-oni chiamato Ushi-Gozen.
- Il franchise Digimon ha un mostro chiamato "Gyūkimon", il cui design è fortemente basato sul Gyūki.
- La serie Warriors Orochi ha un ufficiale di nome Gyūki, membro delle forze di Orochi. È un personaggio giocabile in 3 e 4.